# 川島町 (香川県)
川島町（かわしまちょう）は、香川県木田郡にあった町。現在の高松市川島本町・川島東町・由良町にあたる。
村役場はその後解体され、跡地は隣接する山田町立川島小学校（現・高松市立川島小学校）の敷地に取り込まれている。

## 人口
| \| 1920年（大正9年） \| 4,081人 \| \| \| 1925年（大正14年） \| 4,058人 \| \| \| 1930年（昭和5年） \| 4,134人 \| \| \| 1935年（昭和10年） \| 4,203人 \| \| \| 1940年（昭和15年） \| 4,108人 \| \| \| 1947年（昭和22年） \| 5,430人 \| \| \| 1950年（昭和25年） \| 5,393人 \| \| |         |  |
| 総務省統計局 / 国勢調査（1950年） |         |  |
| 1920年（大正9年） | 4,081人 |  |
| 1925年（大正14年） | 4,058人 |  |
| 1930年（昭和5年） | 4,134人 |  |
| 1935年（昭和10年） | 4,203人 |  |
| 1940年（昭和15年） | 4,108人 |  |
| 1947年（昭和22年） | 5,430人 |  |
| 1950年（昭和25年） | 5,393人 |  |

## 歴史
- 1890年2月15日 - 町村制施行に伴い、山田郡坂元村、上田井村と高野村の大部分が合併し、坂ノ上村（さかのうえむら）が発足。
- 1899年4月1日 - 山田郡が三木郡と合併し、木田郡となる。
- 1922年4月1日 - 町制施行し、川島町に改称。
- 1955年4月1日 - 十河村・東植田村・西植田村と新設合併し、山田町が発足。当日付で川島町が廃止。